# Oswaldo Fadda
Oswaldo Baptista Fadda (Rio de Janeiro, 01 de agosto de 1920 – Rio de Janeiro, 01 de abril de 2005) foi um Grande Mestre de jiu-jitsu brasileiro, chegando ao 9.º grau (faixa vermelha) em vida e ao 10.º grau postumamente.
O professor Fadda nasceu, viveu e morreu em Bento Ribeiro. Homem humilde, conhecedor profundo do Jiu jitsu e o pioneiro a levar a "arte suave" para o subúrbio carioca. Quando, aos 17 anos, era do Corpo de Fuzileiros Navais da Marinha do Brasil, Oswaldo Fadda começou a treinar jiu-jitsu e foi o melhor pupilo do professor Luiz França, que fez parte do pequeno grupo de alunos de Mitsuyo Maeda, conhecido como Conde Koma, introdutor do jiu-jitsu no Brasil, em 1917, na cidade de Belém, no estado do Pará.

## O Início
O Grande Mestre Oswaldo Baptista Fadda nasceu no Rio de Janeiro no bairro de Bento Ribeiro filho de imigrantes italianos chegados ao Brasil no início do século XX. Praticamente respirou jiu-jitsu e era muito conhecido também por ser um homem de família e bem humilde e de um conhecimento imenso da "arte suave". Fez muitas amizades quando vivo e, sendo o primeiro a iniciar suas aulas no bairro, gerou o título de pioneiro da arte no Rio e adjacências do subúrbio da Zona Oeste.
Iniciou sua jornada no ano de 1937, somente com 17 anos de idade, o nosso Fadda colocaria pela primeira vez um quimono. Como todos sabem Fadda foi aluno de Luiz França, que por sua vez foi um dos discípulos do pioneiro do jiu-jitsu no Brasil o Conde Koma, que também treinou, dentre outros, os Grandes Mestres Hélio e Carlos Gracie, maiores difusores do Jiu-Jitsu no Brasil.
Depois de um ano, Luiz França já dizia que Fadda seria um aluno de grande promessa na nossa arte do jiu-jitsu brasileiro no Brasil. Como poderia França estar tão certo disso? O que vemos hoje na história é a confirmação de França. [carece de referências].
Em 1942, Luiz França resolve promover Fadda ao título de professor faixa preta. França agora bem orgulhoso de seu aluno que seria um exemplo para muitos. Neste mesmo ano, Fadda começou a ensinar Jiu-Jitsu, no subúrbio de Bento Ribeiro, na cidade do Rio de Janeiro. Seu primeiro aluno foi Alexandre de Souza Neves (Mestre Chandú). Alguns anos depois Fadda teria fundado seu primeiro quartel general na cidade do Rio. Em 27 de janeiro de 1950, nesse mesmo subúrbio, Fadda fundou sua própria academia.
Fadda fazia várias demonstrações com seus alunos, não escolhia lugares e aonde pudesse colocar seus tatames ele estaria lá e até muitas vezes sem tatames mesmo, no próprio chão duro de cimento ou barros. No subúrbio em que sempre viveu, com profundo idealismo, divulgou, extraordinariamente, esta modalidade esportiva. Demonstrava, com seus alunos, as técnicas do jiu jitsu nas favelas, praças públicas, praias, morros, circos, pátios de igrejas e clubes, visando à ampla expansão de sua prática possível a todos. Ao transmitir os ensinamentos recebidos de Luiz França, desenvolveu uma escola de independente da família Gracie  o que foi o ponto de partida para o nascimento de outro ramo do jiu-jitsu brasileiro.
- Linhagem de Oswaldo Fadda:

Jigoro Kano → Mitsuyo "Conde Koma" Maeda → Luiz França  → Oswaldo Fadda →

## Método de ensino
| “ | Tenho um método próprio e, por isso, prefiro ensinar aqueles que são completamente leigos no assunto. Entendo que é muito mais fácil ensinar a quem nada sabe, do que ter que tirar primeiro os vícios e defeitos para depois aplicar o método e regras da academia Fadda. | ” |

## Ajudando Deficientes Físicos
Outra importante atividade, da qual o Mestre Fadda foi pioneiro, era a recuperação, através do jiu jitsu, de pessoas com anomalias físicas e até mentais, principalmente vítimas de paralisia infantil.
Para quem não sabe Fadda era envolvido em uma grande importante atividade, que era a recuperação, através dos ensinamentos do jiu-jitsu, de pessoas com problemas físicos e mentais. Naquela época ainda não tínhamos um controle da paralisia infantil e Fadda tinha vários alunos com essa doença participando de suas aulas como forma de coordenação motora e exercícios.

## Desafiando a família Gracie
Com tantos trabalhos voluntários e tendo como público uma comunidade carente, não lhe restava muito capital para investir em publicidade. O máximo que ele conseguia para poder divulgar sua academia era um pequeno espaço na página de óbitos. Então a solução encontrada pelo mestre para chamar a atenção da mídia foi a de desafiar a poderosa família Gracie.

### Primeiro desafio
Em 1954, o Mestre Fadda foi aos jornais O Globo e o Diário da Noite e declarou:
| “ | Desejamos enfrentar os Gracie, respeitamo-los como incomparáveis adversários, porém não os tememos. Disponho de cerca de vinte alunos para os encontros. | ” |

Atendendo as expectativas, Hélio Gracie aceitou o desafio, dizendo-se impressionado pelo cavalheirismo do desafiante e garantiu que as lutas iriam ocorrer na própria sede da academia Gracie, na Avenida Rio Branco, centro da cidade do Rio de Janeiro. Fadda foi até a Academia Gracie, acompanhando de vários de seus alunos, para uma série de combates com o famoso clã do Jiu-Jitsu. As lutas ocorreram no segundo semestre do mesmo ano, mas dessa vez os fatos foram de encontro às expectativas: a academia Fadda superou a academia dos Gracie, surpreendendo a comunidade do Jiu-jitsu. Destaque para a finalização emplacada por José Guimarães, que deixou desacordado Leônidas, então lutador da Gracie. Ao término do desafio, a Academia Fadda, ganhou expressão e notoriedade. Hélio, impressionado com a técnica dos lutadores suburbanos, declarou que o Jiu-jitsu não era exclusividade de uma família.
Os alunos de mestre Fadda surpreenderam os alunos da Gracie com a finalizações por chaves de perna (leglock's). E, durante longo tempo, esta forma de finalização sofreu preconceitos por ser considerada uma técnica de "lutador suburbano." 

### O segundo desafio
No ano seguinte, nas lutas preliminares do confronto entre Waldemar Santana e Carlson Gracie, realizou-se um novo desafio entre as duas academias. Nesta ocasião, sempre que os alunos de Fadda atacavam as pernas e pés dos adversários, os alunos de Gracie gritavam "Sapateiro!", na tentativa de constrange-los. Porém, novamente os suburbanos levaram a melhor.
| “ | É preciso existir um Fadda, para mostrar que o Jiu-Jitsu não é privilégio dos Gracie. | ” |
|   | — Hélio Gracie, na Revista dos Esportes, publicada no Rio de Janeiro em 1955.         |   |

| “ | Acabamos com o tabu dos Gracie.               | ” |
|   | — disse Fadda, na época à Revista do Esporte. |   |

## Hélio Gracie x Oswaldo Fadda
Nunca houve na realidade uma luta entre Oswaldo Fadda e Hélio Gracie, ambos se respeitavam muito e suas academias eram as "refinarias" que constantemente mudavam seus movimentos, tornando-os cada vez mais completos. Passaram a intensificar os combates entre suas academias, a fim de aprender uns com os outros, já que na época eram poucos os lutadores de jiu-jitsu. Devido ao reconhecido espírito competitivo de Hélio e às boas apresentações dos lutadores da Academia Fadda, Hélio Gracie em um gesto de profunda estima, humildade e gentiliza reconheceu publicamente que o jiu-jitsu não era só um privilégio da família Gracie, e desta forma selou pela eternidade o apreço ao nome até então desconhecido do Mestre Fadda.[carece de fontes?].

## Família
Seu irmão, Humberto Fadda, também era instrutor de jiu-jitsu e responsável pela filial da Academia Fadda no bairro de Cascadura. Atualmente, a família Fadda é representada no jiu-jitsu pelo filho de Humberto, Hélio Fadda,  Em 29 de Agosto de 2009, ao completar 10 anos na cidade e responsável pelo projeto social, o mestre Hélio Fadda foi homenageado num evento realizado em Paracambi. Hélio Fadda foi assim batizado numa homenagem prestada pelo seu a Hélio Gracie, como forma de prestigiar e demonstrar seu apreço ao Grande Mestre da família Gracie. Hélio Fadda é responsável pela Academia Fadda e Equipe Fadda e continua ensinando jiu-jitsu através de seus alunos professores William Caitano, Amaury do Espirito Santo e Alexandre Paiva junto ao Projeto da Guarda Municipal. 
Hélio Fadda é professor graduado em Educação física pela Universidade Gama Filho e também professor de Judô, aplicava seus conhecimentos de luta em programas de televisão "Capitão Furacão" e em apresentações "desafios" em praças públicas. Originalmente haviam duas academias Fadda, a mais antiga comandada pelo próprio Oswaldo Fadda em Bento Ribeiro e a outra em Cascadura, gerida por seu irmão Humberto Fadda. Quando foram fundadas o jiu-jitsu era pouco expressivo e dava lugar a artes marciais de maior apelo popular, como caratê, judô, boxe e capoeira. A Federação de Jiu-Jitsu não era forte e nem representava com poder legítimo o recém nascido jiu-jitsu. Todos os atletas, instrutores e professores eram registrados na Federação de Pugilismo, pois legalmente precisavam estar agregados a uma instituição reconhecida. 
Aos 18 anos Hélio Fadda se alistou no exército e voluntariou-se a servir na Brigada de Infantaria Paraquedista, tropa de elite do Exército brasileiro. Sua carreira militar limitou-se ao período obrigatório, após o que graduou-se em educação física. Devido ao alto rendimento no judô e por agregar conhecimentos acima dos conhecidos nas artes marciais, destacou-se pela suavidade das lutas e grande desempenho plástico nas quedas e projeções de seus adversários. Sempre que pode conta e lembra das façanhas que executavam na academia. Lembra o Mestre Jacê Paulino: "esse menino era uma pestinha, não parava no lugar e nos dava um trabalho imenso…".
Hélio Fadda sempre agradeceu aos amigos e irmãos de tatame pelos bons tempos vividos com: Sanção, Amauri Guarilha, Ivan Batista, Torpedo, Alexandre de Souza Neves — Chandú, Paulo Gomes, Osório, João Fernandes,Wilson Mattos, Guedes Cabeleira, Nilton Martelo, Braz, Fernando Soares, Walter Nogueira, João Resende, Geraldo Flores, Sergio Bastos, Arnaldo Pestana, Jonas e muitos outros.

## Legado
Oswaldo Fadda formou vários mestres  , que promovem encontros periódicos. Um dos grandes seguidores do mestre Fadda é o mestre Deoclécio Paulo, o saudoso mestre Deo, ícone da "arte suave" em Brasília-DF, o qual atingiu o último nível de graduação possível para um mestre, a faixa vermelha 9º grau.  Dentre muitos faixas-pretas que formou ainda hoje encontra-se na Zona Oeste do Rio de Janeiro Wilson Pereira Mattos, mais conhecido como Mestre Wilson ou Shiran, que é detentor da faixa vermelha nono grau. Mestre Wilson possui representações em muitos lugares do Brasil e no mundo, tais como Japão, Estados Unidos, Portugal e Austrália. As equipes com títulos expressivos de BJJ Como campeonatos mundiais e MMA Nova União  e Grappling Fight Team liderada pelo mestre Júlio César faixa coral vermelha - Branca 8 grau  foram formadas por treinadores oriundos da linhagem de Fadda. Atualmente estas equipes possuem filiais em vários países e formam lutadores como Leonardo Santos, Rodolfo Vieira, Gutemberg Pereira, Patrick Galdio, Gabriel Rainho, Ismael Souza, André Vianna, dentre outros. A tradição de ensinar a alunos do subúrbio Carioca segue sendo mantida, por equipes como Nova União e Gfteam que permanecem introduzindo o jiu-jitsu ensinado por Fadda a todos que desejam aprender a nobre arte.
Em seus últimos anos Oswaldo Fadda sofreu do mal de Alzheimer. Faleceu a 1º de abril de 2005, vitimado por uma pneumonia bacteriana. Sua obra foi de extrema importância para as artes marciais brasileiras. Em 9 de Maio daquele ano, o senador Arthur Virgílio Neto apresentou ao Senado Federal do Brasil o pedido de um voto de pesar pelo seu falecimento.
| “ | Oswaldo Fadda contribuiu para a popularização do Jiu-Jitsu, tendo sido responsável pela formação de centenas de jovens, que passaram por sua academia, em Bento Ribeiro, desde a década de 1950. É justo, portanto, que o Senado da República lhe preste essa homenagem póstuma. | ” |
|   | — Arthur Virgílio Neto. |   |

Oswaldo Fadda escreveu o livro "Jiu-Jitsu e a Queda do Complexo", onde descreve os benefícios, físicos e emocionais, obtidos com a prática da "arte suave". Trecho da obra:
| “ | Deve-se sempre ter em mente, que toda a estrutura do Jiu-Jitsu é baseada no uso da estratégia, agilidade e velocidade de movimento ao invés de força bruta. | ” |
|   | — Oswaldo Baptista Fadda. |   |